# صادق زیباکلام
صادق زیباکلام مفرد (زادهٔ ۲۲ خرداد ۱۳۲۷) استاد علوم سیاسی، نویسنده و از کارشناسان ایرانی با گرایش اصلاح‌طلبی و نئولیبرال است. او استاد واحد علوم و تحقیقات دانشگاه آزاد و استاد تمام دانشکده حقوق و علوم سیاسی دانشگاه تهران بود. او در حوزه سیاست خارجی از حکومت جمهوری اسلامی انتقاد می‌کند و هوادار عادی‌سازی رابطهٔ ایران با کشورهای غربی بوده است.
زیباکلام دکترای علوم سیاسی خود را از دانشگاه برادفورد دریافت کرده است. او در سال ۱۳۵۳ به اتهام خرابکاری علیه حکومت پهلوی و تبلیغ برای مجاهدین خلق، به سه سال زندان محکوم شد. در پی انقلاب ۱۳۵۷، او در سال ۱۳۵۸ به‌عنوان نماینده نخست‌وزیر وقت مهدی بازرگان در امور کردستان به این منطقه فرستاده شد. زیباکلام در سال ۱۳۷۴ با کتاب ما چگونه ما شدیم به شهرت رسید.

## زندگی شخصی
صادق زیباکلام در سال ۱۳۲۷ در کوچه معروف به دعانویس‌ها، در محلهٔ بازارچه آب‌منگول تهران در جنوب خیابان ری متولد شد. پدرش تاجر و دارای مغازه‌ای در خیابان قزوین تهران بود؛ اما وارد فعالیت‌های سیاسی نیز شده بود. او از طرفداران محمد مصدق بود اما از لحاظ تشکیلاتی در حزب زحمت‌کشان به رهبری مظفر بقایی فعالیت می‌کرد.
دختر کوچک وی مریم زیباکلام و دختر بزرگ وی سارا زیباکلام است که زیباکلام او را دقیقاً در نقطه مقابل خود می‌داند. سارا با پسر احمد توکلی ازدواج کرده است. زیباکلام می‌گوید او و توکلی هیچ نقشی در این ازدواج نداشته‌اند و آن دو پس از آشنایی در روزنامه همشهری با هم ازدواج کرده‌اند.
فاطمه زیباکلام خواهر اوست که در اسفند ۱۳۹۴ درگذشت. سعید زیباکلام نیز برادر وی است که از نظر عقیده در روبه‌روی هم قرار دارند.

## تحصیلات
صادق زیباکلام پنج سال نخست ابتدایی را در دبستان غزالی واقع در خیابان سینا، و سال آخر را در دبستان دکتر قاسم‌زاده واقع در خیابان غفاری تحصیل کرد. با نقل مکان خانواده به منزل بزرگی در نیاوران، زیباکلام در دبیرستان رهنما در خیابان منیریه ثبت نام کرد. او پس از اخذ دیپلم دبیرستان در سال ۱۳۴۵ در کنکور دانشگاه تهران پذیرفته می‌شود اما پدرش با تحصیل او در ایران مخالفت کرده، او را روانه اتریش می‌کند تا او را از درگیری‌های سیاسی دانشگاه تهران به دور نگه دارد. در اتریش تحت تأثیر تفکرات مارکسیستی قرار می‌گیرد و تحصیل خود را در اتریش نیمه‌تمام گذاشته و به توصیهٔ پدر در خرداد ۱۳۴۶ به انگلستان می‌رود.
بعد از طی دوره دوساله کالج او به پلی تکنیک شهر هادرزفیلد در شمال بریتانیا می‌رود و وارد رشته مهندسی شیمی می‌شود. او بعد از اتمام دوره کارشناسی وارد دوره کارشناسی ارشد و سپس دکترای مهندسی شیمی در دانشگاه برادفورد می‌شود. در تابستان ۱۳۵۳ در سفری به ایران بخاطر فعالیت های سیاسی خارج از کشور به زندان می‌افتد، پس از آزادی در سال ۱۳۵۵، دستگاه امنیتی کشور مانع بازگشت او به انگلستان و ادامه دوره دکتری شد و او به ناچار در ایران مانده و به عنوان مربی در دانشکده فنی دانشگاه تهران استخدام می‌گردد.
پس از انقلاب در سال ۱۳۶۳ برای ادامه تحصیل به انگلستان بازمی‌گردد اما به جای ادامه تحصیل در رشته مهندسی شیمی به علوم انسانی روی می‌آورد. او در دانشکده صلح‌شناسی دانشگاه برادفورد فوق لیسانس و دکترای خود را می‌گیرد. موضوع تز دکترای او انقلاب اسلامی ایران و فلسفه سیاست غرب بوده است. زیباکلام در سال ۱۳۶۹ به ایران بازگشته و پس از دو سال وارد گروه علوم سیاسی دانشکده حقوق و علوم سیاسی دانشگاه تهران می‌شود.

## در مذاکرات کردستان
در فروردین ۱۳۵۸ ابراهیم یزدی از زیباکلام برای همکاری با دفتر معاونت نخست‌وزیر در امور انقلاب دعوت کرد و از این راه او با مصطفی چمران معاون نخست‌وزیر در امور انقلاب آشنا شد و از سوی دولت موقت برای حل و فصل مسائل کردستان با او همکاری کرد. با وجود اینکه به گفتهٔ خودش هیچگاه با برخی نظرات چمران پیرامون خلع سلاح و راه حل مسلحانه در برخورد با گروه‌های معارض در کردستان موافق نبوده است، اما نظرات او را اصولی می‌داند. زیباکلام علت موفق نبودن مذاکراتش با کردها را اینطور بیان می‌کند که در جریان یکی از جلسات مذاکره ربوده می‌شود و پس از چند ساعت آزاد می‌گردد، «این اتفاق باعث شد که خلخالی و حسنی و خیلی‌های دیگر، از جمله عزت‌الله سحابی و هاشم صباغیان، به من مشکوک شوند و و تصریحاً و تلویحاً بگویند زیباکلام به نفع دموکرات‌ها کار می‌کند» و این تصویر ایجاد شد که زیباکلام جاسوس دموکرات‌ها است و به این ترتیب مذاکرات با حزب دموکرات کردستان متوقف شد.

## پرچم آمریکا و اسرائیل

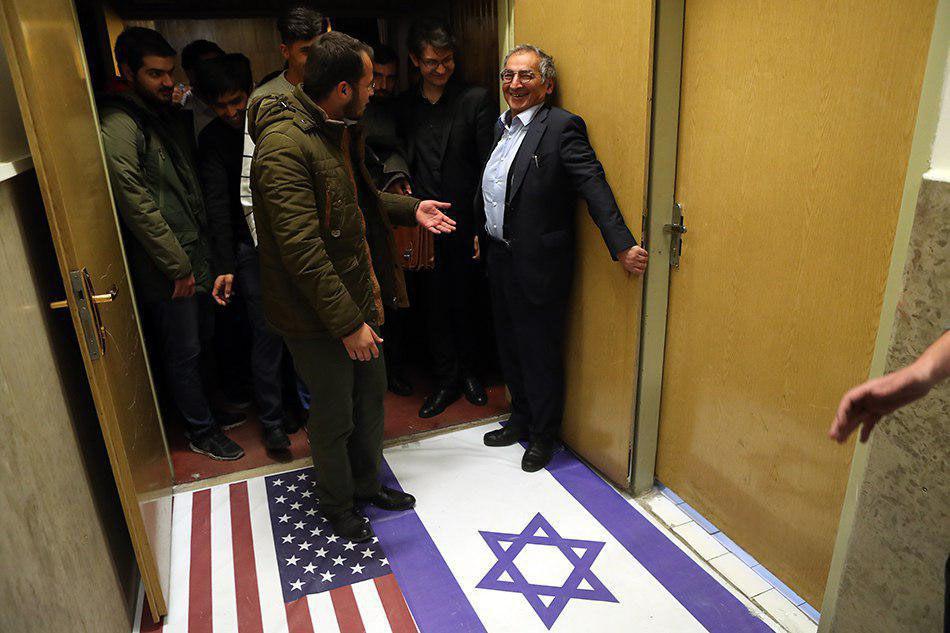
تصویر راه نرفتن صادق زیباکلام روی پرچم اسرائیل و آمریکا، آذر ۱۳۹۶

صادق زیباکلام برای ورود به دانشگاه آزاد اسلامی واحد مشهد در سال ۱۳۹۵ برای کنفرانس و مناظره هنگامی که از در دانشگاه وارد شد که پرچم اسرائیل و آمریکا بر کف ورودی راهرو دانشگاه حک شده بود. زیباکلام از کنار هر دو پرچم عبور کرد و از روی آن رد نشد. وی در مورد این موضوع گفت: پرچم هر کشوری هویت و نماد ملت آن کشور است. زیر پا گذاشتن و آتش زدن پرچم یک کشور غلط است. وی در مصاحبه‌ای با خبرگزاری ایلنا در سال ۱۳۹۴ نیز گفته بود: چه کسی مسئولیت نابودی اسرائیل را به ما داده است.
این سخن، واکنش‌هایی از سوی نهادها و فعالان مذهبی در پی داشت که آن را مغایر با آموزه‌های اسلامی دانستند. از جمله، ابراهیم مومنی‌روش نویسنده و فعال اجتماعی و سیاسی در یادداشتی تحلیلی با استناد به آیات قرآن، سیره پیامبر اسلام و تعالیم اهل‌بیت ، دفاع از ملت فلسطین و مقابله با رژیم صهیونیستی را نه یک دستور سیاسی، بلکه یک وظیفه شرعی، انسانی و قانونی توصیف کرد.

## دیدگاه‌های برجسته

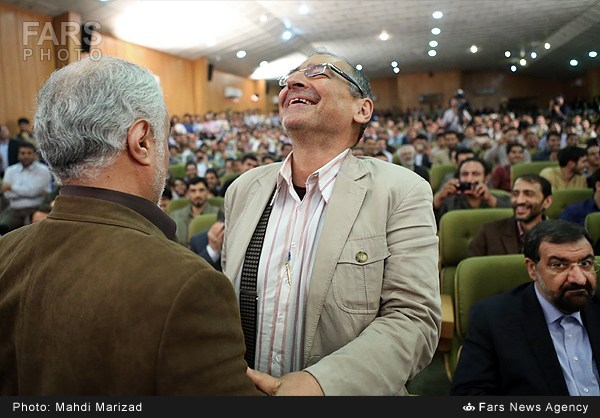
زیباکلام و حسن عباسی در مراسم جشن مجموعه طنز سیاسی دکتر سلام در سفارت آمریکا در تهران، اردیبهشت ۱۳۹۳

### روشنفکری
او تعریف روشنفکر برپایه شیوهٔ دینداری و تعهد را نمی‌پذیرد، هرچند پسوندهایی که در تعریف یک روشنفکر ممکن است به‌کار رود را بی‌دلیل نمی‌داند؛ «هر روشنفکری که خواسته تحول اساسی در جامعه‌اش ایجاد کند، موفق نشده است.»

### تاریخ معاصر
زیباکلام معتقد است که بالاخره روزی مجبور هستیم به کودتای ۲۸ مرداد آن‌گونه بپردازیم که بوده و نه آن گونه که دوست داریم فکر کنیم. زیباکلام، محمد مصدق را شریف‌ترین، ملی‌ترین و متدین‌ترین رجال سیاسی ۲۰۰ سال اخیر ایران برشمرد که این صحبت با واکنش مجری همراه شد که خطاب به وی اعلام کرد «شما در حالی از مصدق چنین تعریفی می‌کنید که قبلاً وی را به تعلل و کوتاهی و در شکست نهضت ملی نفت متهم کرده بودید» زیباکلام با رد این موضوع گفت؛ «مصدق مرد خاص در تاریخ سیاسی ایران است» و در پاسخ، با متهم کردن عباس سلیمی نمین به توهم توطئه و نگاه دایی جان ناپلئونی به مسائل تاریخی بیان داشت: «شما زمین و زمان را به هم می‌دوزید که رضاخان را خائن معرفی کنید» او در رد ادعای سلیمی نمین مبنی بر خشم مردم از آمدن جنازه رضا شاه به تهران گفت: «وقتی جنازه رضاخان را به ایران آوردند، هزاران نفر از جنازه وی استقبال کردند. فدائیان اسلام که می‌خواستند مراسم را به هم بزنند از مردم کتک خوردند چرا که مردم پی برده بودند که رضاخان خیلی هم آدم بدی نبود».

زیباکلام در مناظره‌ای با رهدار در دانشگاه صنعتی اصفهان به بررسی ریشه‌های ضدیت با آمریکا و آمریکا ستیزی در ایران پرداخت و از رضا شاه دفاع کرد و گفت: «مدیون چکمه‌های رضا شاهیم. من معتقدم تاریخ بهترین تعیین‌کننده است به شرطی که تحریف نشود؛ به نظر من رضا شاه خدمات زیادی را به ایران کرد».

### سیاست داخلی ایران
وی در ۲۶ آذر ۱۳۹۳ در یک کنفرانس در دانشگاه تهران دربارهٔ برنامه اتمی جمهوری اسلامی گفت: «موضوع هسته‌ای» بیشتر از جنگ هشت ساله ایران و عراق به کشور ضربه زده است.

برخی از رسانه‌ها معتقدند که وی در جریان انتخابات ریاست جمهوری سال ۹۲ از حامیان جریان اکبر هاشمی رفسنجانی بوده است. در زمانی که صلاحیت نامزدهای انتخابات ریاست‌جمهوری مشخص نشده‌بود، زیباکلام تأکید داشت اصلاح‌طلبان می‌بایست پشت سر هاشمی قرار گیرند و نه کواکبیان و روحانی؛ زیرا کواکبیان و روحانی نمی‌توانند بیش از یک یا دو میلیون رای را به خود اختصاص دهند. بعد از حذف هاشمی از انتخابات توسط شورای نگهبان و عدم حضور محمد خاتمی و در نهایت کناره‌گیری عارف به نفع روحانی، زیباکلام به این نتیجه رسید که در انتخابات از حسن روحانی می‌توان حمایت کرد. وی در مصاحبه‌ای که بعد از انتخابات انجام داد، روحانی را نه یک اصلاح‌طلب همچون خاتمی دانست و نه وی را یک اصولگرای سنتی می‌داند.
زیباکلام در اظهارنظری در آبان ۱۳۹۲ عنوان کرد: «اگر به عقب برگردیم یعنی به ماه‌های پس از ۲ خرداد ۱۳۷۶، مشاهده می‌کنیم که تا چه اندازه فضای کنونی کشور مشابه آن فضا است. در انتخابات ریاست‌جمهوری ۲ خرداد ۷۶ جناح راست، همچون انتخابات ریاست جمهوری سال ۱۳۹۲ غافلگیر شدند؛ چرا که همان‌طور که انتظار پیروزی سید محمد خاتمی را نداشتند، حسن روحانی نیز به همان ترتیب پیروز شد. در هر دو مورد، راست‌گرایان تا مدتی در شوک شکست به سر بردند و بعد از چندماه با موضع‌گیری جدید شروع به زورآزمایی با دولت منتخب نمودند.

وی در ۲۳ آذر ۱۳۹۳ در جمع دانشجویان دانشگاه شهید باهنر کرمان اظهار کرد: «در موضوع حصر با مطهری موافقم».

در مصاحبه‌ای با «آرمان» نظر صادق زیباکلام در رابطه با انتخابات مجلس ۱۳۹۴ پس از پرسش خبرنگار مبنی بر آنکه: «اصلاح‌طلبان در این دوره از اقبال خوبی برخوردارند، چه الزامی وجود دارد که از اصولگرایان میانه‌رو در شهرهای بزرگ استفاده کنیم؟» در جواب این‌طور پاسخ داده شد که:
 «در تهران از میان مجموع داوطلبانی که تأیید صلاحیت شدند حتی می‌توان گفت که اصلاح‌طلبان بیش از سی نامزد هم در تهران دارند، بنابراین لیست اصلاح‌طلبان در تهران به‌استثنای دکتر علی مطهری لیست کاملاً اصلاح‌طلب خواهد بود. چهره‌هایی نیز مانند خانم جلودار زاده، محجوب و کواکبیان در ائتلاف اصلاح‌طلبان قرار دارند؛ بنابراین مسئله گنجاندن نام اصولگرایان میانه‌رو در شرایطی است که اصلاح‌طلبان هیچ نامزدی در آن حوزه انتخابیه ندارند. در یک چنین حوزه‌هایی اصلاح‌طلبان باید گزینه‌ای داشته باشند، مثلاً در حوزه انتخابیه رشت درصورتی‌که هیچ نامزد اصلاح‌طلبی وجود نداشته باشد، اصلاح‌طلبان باید چه‌کار کنند؟»
وی در مورد مخالفت اصولگرایان و تندروها در مقابل منافع ملی گفت: تندروها راهی جز پذیرش اراده ملت ایران ندارند.

### سیاست خارجی ایران
صادق زیباکلام و عبدالله گنجی مدیرمسئول روزنامه جوان در مناظره‌ای با موضوع «تعامل انقلاب اسلامی با غرب» در دانشگاه امام صادق حضور یافتند. زیباکلام ضمن بیان اینکه علت دشمنی رژیم صهیونیستی با ایران بدین خاطر است که ما می‌خواهیم آنان را محو کنیم، گفت: من کشور اسرائیل را به رسمیت می‌شناسم چرا که سازمان ملل آن را به رسمیت شناخته است.

زیبا کلام معتقد است مسائل هسته‌ای ایران نباید در خدمت نگاه ایدئولوژیک ایران با غرب باشد و بر همین اساس وی به شدت حامی کلیات توافقنامه هسته‌ای ژنو بوده تا حدی که اعلام داشته است: «نسبت به کلیت آن مثل سگ می‌ایستم و از توافق ژنو دفاع می‌کنم.» وی به شدت از غنی‌سازی اورانیم در ایران انتقاد داشته و در این مورد گفته است: «هر کس که غنی‌سازی را متوقف کند دو رکعت نماز شکر می‌خوانم و دست و پای او را می‌بوسم. چرا که این هسته‌ای برای ایران و ایرانی هیچ سودی نداشته است».
زیباکلام در مناظره‌ای در دانشگاه صنعتی سجاد دربارهٔ سیاست‌های خارجی دولت قبلی گفت: در دوران احمدی‌نژاد به هر قدرتی که سرش به تنش می‌ارزید، مرگ گفتند. وی در مورد دیگر سیاست‌های خارجی دولت احمدی‌نژاد گفت: آن دوران فاجعه بود آن همه سرمایه‌گذاری که در ونزوئلا شد چه شد و الان کجاست؟ گفتید ما به حیات خلوت آمریکا رفتیم ولی حتی نتوانستید با همسایگان‌تان در خلیج‌فارس هم درست ارتباط برقرار کنید. چین و روسیه که در آن هشت سال ما را دوشیدند. آ زیباکلام در همایش بازخوانی سیزده آبان گفت: اشغال سفارت آمریکا بزرگ‌ترین ضربه به انقلاب و منافع ملت بود.
در دولت قبل بارها گفته می‌شد هسته‌ای باعث پیشرفت علم و دانش می‌شود اما هزینه‌های صورت گرفته و میلیاردها دلار ریختن به پای هسته‌ای هیچ منطقی وجود نداشت. وی در ادامه گفت: ایران در زمینه بهداشت و درمان رتبه ۱۲۶ است که اگر پنجاه کشور، اروپایی و توسعه یافته باشند بقیه کشورها پیشرفت‌شان ربطی به صنعت هسته‌ای ندارد.
زیباکلام همچنان گفت: سانتریفیوژهای ما یک دوازدهم تا یک بیست و دوم کارایی سانتریفیوژهای پیشرفته دنیا را دارند یعنی کاری که یک سانتریفیوژ آمریکایی و کانادایی انجام می‌دهد.

### ملی‌گرایی ایرانی
صادق زیبا کلام در راهپیمایی روز قدس سال ۱۳۹۳ دربارهٔ شعار نه غزه و نه لبنان در گفتگو با افکار نیوز گفت: بنده به عنوان یک ایرانی مسلمان نمی‌دانم که چرا باید از شعار نه غزه و نه لبنان اعلام برائت کنم؟ من فکر می‌کنم هنوز هم اول برای من اول ایران می‌آید، دوم ایران می‌آید و مهم است و سوم هم ایران می‌آید و آخر هم ایران می‌آید.

### نظرات در باب نژادپرستی ایرانی
در ۲۹ آوریل ۲۰۱۲ در دانشگاه قم از ۳ میلیون افغانستانی‌های ایران برای ستم‌دیدگی‌شان از سوی ایرانیان، عذرخواهی کرد. همچنین از بی‌احترامی‌های ایرانیان به عرب‌های خلیج فارس عذرخواهی کرد. سخنان زیباکلام در این نشست، با تنش بسیجی روبرو شد.
زیباکلام در آستانهٔ مسابقات تیم ملی ایران در جام جهانی فوتبال ۲۰۱۴ برزیل در ماهنامه «دنیای فوتبال» نوشت: برای بسیاری از کشورها، پیروزی در جام جهانی، صرفاً پیروزی در جام جهانی و در زمین فوتبال است، اگر پیروز شوند. اما در ایران آن پیروزی بیش از آن که پیروزی در فوتبال باشد، پیروزی سیاسی و ایدئولوژیک ایران محسوب خواهد شد؛ و بلافاصله خیلی از مسئولان ما و ارگان‌های دولتی از آن بهره‌برداری سیاسی و تبلیغاتی می‌کنند. پیروزی در زمین فوتبال را مسئولان ما تبدیل به پیروزی سیاسی و ایدئولوژیک خواهند نمود. به زعم آن‌ها، آن پیروزی مبین درستی رویکرد و مواضع سیاسی و بین‌المللی ایران خواهد بود. تفاوت دیگر رویکرد نژادپرستانه و شوونیزم ما ایرانیان است. در جوامع دیگر، پیروزی در فوتبال، پیروزی در فوتبال است و به معنای برتری نژادشان، قومشان، ملیتشان، فرهنگ و تمدنشان، پرچمشان و مردمشان بر دیگران نیست؛ اما در ایران این‌گونه نیست.
او در پاسخ به اینکه «ما ایرانی‌ها نژادپرست هستیم یا نه؟» گفت: «پاسخ من آری است. من چند ویژگی را دیده‌ام و به این نتیجه رسیده‌ام که نژادپرستیم. اول اینکه ما خود را برتر از دیگران می‌بینیم، ساختاری که نظام رسمی ما پیدا می‌کند و وجهی رسمی که در میان مردم جاری است این را نشان می‌دهد. همچنین تنفر از اقوام و ملیت‌های دیگر که برجسته‌ترین آن نفرتی است که از اعراب و افاغنه داریم. ویژگی دیگر جایگاه مهمی است که در تاریخ برای ایران قائل هستیم و نگاه شک‌برانگیزی که به کشورهای دیگر داریم».
زیباکلام در مصاحبه ای در سال ۱۴۰۰ دعوت ایرانی‌ها برای جمع شدن دور هم در مراسم‌های نوروز، یلدا و سیزده بدر را ناشی از نژادپرستی ایرانی دانست. این سخن اعتراض فعالان شبکه‌های اجتماعی و پژوهشگران را به دنبال داشت.

### فشار بر روی اصلاحات
وی در مورد فشار بر روی اصلاحات گفت: مشکل اصولگرایان و تندروها این است که واقعاً نمی‌دانند با این محبوبیت محمد خاتمی چه باید بکنند. خاتمی با آنکه نه حزب داشته، نه سازمان، نه تشکیلات و نه مسئولان اجازه حضور به وی در هیچ گردهمایی عمومی نمی‌دهند، اگر همین فردا انتخابات ریاست جمهوری شود یقیناً سید بیش از ۳۰ میلیون رای خواهد آورد.
خاتمی نه سخنران حرفه‌ای است، نه به معنای واقعی کلمه رسانه‌ای است، نه مواضع خیلی تند و رادیکال اتخاذ می‌کند، نه شعارهای پرطمطراق می‌دهد، نه لزوماً و تعمداً سخنانی می‌گوید که جوانان، خانم‌ها، تحصیل کرده‌ها و این تیتر قشرها سرمست شوند و نه هیچ کار و اقدام دیگری انجام می‌دهد.
مع ذالک و علی‌رغم آنکه سال هاست تندروها و اصولگرایان در همه چیز را به روی وی و اصلاحات بسته‌اند، محبوبیتش آنقدر زیاد است که تندروها خود را مجبور می‌کنند که به وزیر دادگستری نامه سرگشاده بنویسند و باز هم تقاضا کنند که خاتمی از نظر حضور در رسانه از این هم بیشتر در حصار قرار بگیرد. ای کاش به جای همه این تلاش‌ها و تقلاها، اصولگرایان برای یک بار هم که شده بود از خودشان این سؤال را می‌کردند که چرا اینقدر خاتمی محبوبیت دارد؟ اگر این سؤال را از خودشان می‌پرسیدند آن وقت متوجه می‌شدند که بخشی از کاریزمای خاتمی، طبیعی است. خدا به او داده است. اما بخش دیگرش بازمی‌گردد به رفتارهای اجتماعی خاتمی و درست‌تر گفته باشیم بیشتر به آنچه که خاتمی نمی‌کند یا نمی‌گوید.
از سال ۱۳۷۶ که مردم ایران با خاتمی آشنا شده‌اند، هرگز ندیده‌اند و نشنیده‌اند که خاتمی برای کسی، ملتی، کشوری، گروهی یا جماعتی آرزوی مرگ و نیستی و نابودی بنماید. هرگز ندیده‌اند که خاتمی آدم‌ها را نفرین کند. هرگز ندیده‌اند که خاتمی نسبت به رقیب، نسبت به دشمن، توهین کند یا او را تحقیر نماید. حتی در مقابل بدترین و کینه ورزترین مخالفان و دشمنان سیاسی اش، خاتمی همواره عفت کلام، ادب، کرامت و حرمت انسانی را نگه داشته است.

### اسیدپاشی
صادق زیباکلام، در یک سخنرانی در دانشگاه سمنان، در ارتباط با حادثه اسیدپاشی‌های زنجیره‌ای در اصفهان، این اقدام را به تندروها و افراط‌گرایان مذهبی نسبت داد و آن را با حادثه قتل‌های زنجیره‌ای مشابه دانست.

### آمریکاستیزی
وی در جریان یک مناظره با حمید رسایی نماینده مجلس ایران گفت: اگر آمریکاستیزی را از نظام و رهبر جمهوری اسلامی بگیریم چه حرفی برای گفتن دارند؟
این سخنان با واکنش دانشجویان بسیجی حاضر در سالن مواجه شد.

### رضاشاه
وی در مورد رضاشاه گفت: خدمات و اقدامات رضا شاه ایران را مدرن و مدرنیزه کرد ایران مدرن را رضاخان پایه‌گذاری کرد. زیباکلام در مناظره‌ای دیگر گفت رضاخان در فاصله سالهای ۱۲۹۹ تا ۱۳۰۴ اقدامات بسیار مثبتی در ایجاد یکپارچگی ایران کرد. وی گفت بعد از مشروطه، قدرت مرکزی سراسر کشور از بین رفت و در بلوچستان، خراسان، گیلان، کردستان، خوزستان یاغیان مختلفی سر برآوردند و این رضاخان بود که با سرکوب آن‌ها قدرت مرکزی را به کشور بازگرداند. در دوران دولت رضاخان، صنعت ایران با رشد بسیاری مواجه شد و صنایع راه‌آهن، نساجی، راه‌سازی و ورود بانکداری و علوم از موفقیت‌های آن دوره است. زیباکلام با مردود دانستن سندهایی که رضاخان را دست نشانده انگلیس معرفی می‌کند اظهار داشت: اگر او انگلیسی بود، چرا دولت انگلستان او را برکنار کرد؟ وی افزود: انگلیسی‌ها گرچه برای تأمین منافع ملی در ابتدا موافق روی کار آمدن رضا خان بودند، اما چون او در ده سال دوم سلطنت خود به آلمان‌ها گرایش پیدا کرد، دولت انگلیس او را ساقط کرد.
زیبا کلام در قسمت دیگری از سخنان گفت: بسیاری از نخبگان از جمله مدرس و دکتر مصدق از رضاخان حمایت می‌کردند، زیرا او فردی قلدر و قدرتمند بود و می‌توانست امنیت برقرار کند. رضاخان مستبد بود ولی وطن‌پرست بود و برای آبادانی ایران تلاش و خدمت فراوانی کرد و تمام زیرساخت‌های لازم را جهت توسعه ایران فراهم کرد.

### اتهام ساختگی
وی در مورد اتهام‌های ساختگی تندروهای داخل حکومت ایران مانند روزنامه کیهان گفته است: اگر استیو جابز هم در ایران بود، اتهامات شما او را می‌کشت نه سرطان.

### تحولات منطقه
زیباکلام در مورد نسبت دادن انقلاب‌های متعدد کشورهای خاورمیانه به انقلاب ایران گفت: خواست مردم بحرین، سوریه، مصر، تونس و دیگر کشورها دموکراسی است و آن‌ها خواستار آزادی‌های مدنی، سیاسی، انتخاباتی، مطبوعاتی، آزادی بیان و آزادی زندانیان سیاسی هستند و هر آنچه که در ذیل حقوق شهروندی و جامعه مدنی قرار می‌گیرد. اما در ایران به این حوادث با این دید نگاه نمی‌شود و عنوان می‌کنند که این جنبش‌ها برگرفته از جمهوری اسلامی است، مردم منطقه به دنبال آرمان‌های اسلامی به خیزش برخاسته‌اند و ضد غرب و آمریکا و اسرائیل هستند اما اینکه در ایران چنین روایتی از این تحولات مطرح می‌شود بسیار جالب است و معلوم نیست مسئولان کجا را نگاه می‌کنند. تا به حال در حوادث و تجمعات مردم منطقه پرچم آمریکا، انگلیس و اسرائیل به آتش کشیده نشده و علیه رئیس‌جمهور این کشورها نیز شعار داده نشده است و بیشتر شعارها علیه خفقان، استبداد و دیکتاتوری حاکم بر برخی از این کشورهاست که بیش از ۴۰ سال است که بر مردم خود دیکتاتوری می‌کنند.

### اختلاس و بانکداری
وی در مورد بانکداری در ایران گفت: بانک‌های ایرانی مکان‌های دزدی برای پول بیت‌المال هستند. وی همچنین در مورد اختلاس‌های شکل گرفته گفت: اگر امثال بابک زنجانی در هر دادگاهی متهم ردیف اول شود، متهم ردیف دوم در آن دادگاه افرادی هستند که از بابک زنجانی استفاده کردند و زمانی که استفاده‌شان از شخص وی تمام شد، او را مانند یک دستمال کاغذی مچاله‌اش کردند و در سطل زباله انداختند.

### سینما
صادق زیباکلام در گفتگو با عصر ایران، با ابراز خوشحالی از کسب جایزه اسکار توسط فیلم جدایی نادر از سیمین، گفت: اسکار اصغر فرهادی، مشت محکمی بر سر سینمای دولتی بود. وی همچنین در مناظره‌ای گفت: می‌دانید چرا از سینمای اصغر فرهادی دفاع می‌کنم؟ به این دلیل که سینمای اصغر فرهادی که عصاره و دستاورد غیر حکومتی و غیردولتی سینمای ایران است، موفقیت‌های زیادی را کسب کرده است. وی مروج و مبلغ هیچ ایدئولوژی نیست و از هیچ فکری دفاع نمی‌کند بلکه عواطف و احساسات انسان‌ها را نشان می‌دهد. فیلم‌های مورد افتخار سینمای حکومتی و دولتی ایران، اخراجی‌ها و قلاده‌های طلا است که فیلم‌هایی ایدئولوژیک هستند. زیباکلام بعد از درگذشت عباس کیارستمی نوشت: او را به‌حق می‌بایستی یکی از پیشگامان سینمای مستقل غیردولتی در ایران دانست. بُعد دیگر سینمای کیارستمی در پایبندی به هنر برای هنر بود.

## بازگشت به صدا و سیما
در ۲۶ مرداد ۱۳۹۲ زیباکلام در صفحهٔ فیسبوک خود از ممنوع‌الورود شدنش به صدا و سیمای جمهوری اسلامی خبر داد.
وی در مناظره‌ای با دکترشهریار زرشناس در برنامه تلویزیونی زاویه که در تاریخ ۳ مهر ۱۳۹۲ از کانال چهار صدا و سیما پخش شد، شرکت کرد. موضوع این مناظره سنت و مدرنیته بود.
وی در ۳۰ فروردین ۱۳۹۳ نیز با حمید رسایی در برنامه مناظره رادیو گفتگو مناظره کرد. موضوع مناظره ممنوع‌الورود شدن حمید ابوطالبی به آمریکا به عنوان نمایندهٔ ایران در سازمان ملل بود.
همچنین در ۱۷ فروردین ۱۳۹۴ نیز با حمید رسایی در مناظره آمفی‌تئاتر باشگاه خبرنگاران مناظره کرد. موضوع مناظره دربارهٔ توافق هسته‌ای لوزان بود.

## اخراج از دانشگاه آزاد
در اسفند ۱۳۹۶، صادق زیباکلام بدون اطلاع و هماهنگی از دانشگاه آزاد اخراج شد. اتفاقی که زیباکلام آن را به روی کار آمدن فرهاد رهبر نسبت می‌دهد. لازم است ذکر شود که پیش‌تر ریاست دانشگاه آزاد بر عهده هاشمی رفسنجانی بود.
فرهاد رهبر رئیس دانشگاه آزاد در واکنش به «ادعای زیباکلام مبنی بر اخراج از این دانشگاه» گفت: «ما کسی را اخراج نکردیم. بلکه اعلام کردیم فعالیت شما غیرقانونی است؛ چرا که از دو جا حقوق می‌گیرید. شما می‌توانید دانشگاه تهران را رها کنید و اینجا استخدام شوید یا می‌توانید در دانشگاه تهران باشید و در دانشگاه آزاد به صورت حق‌التدریس فعالیت کنید.» او با غیرقانونی دانستن استخدام یک استاد در دو دانشگاه بیان کرد: «شیوه قرارداد ما با این استادان تغییر کرده که این استادان می‌توانند به صورت حق‌التدریس فعالیت کنند.»
محمدرضا عارف رئیس فراکسیون امید مجلس در واکنش به اخراج او گفت: «متأسفانه با قدر ناشناسی با برخی از اساتیدی که جایگاه علمی برجسته‌ای دارند برخورد شد که این گونه برخوردها بالاترین توهین به استادان و سبب رکود علمی دانشگاه خواهد شد.»
صادق زیباکلام ماجرای اخراجش از دانشگاه آزاد را به این شکل بیان می‌نماید:
اواسط بهمن‌ماه ۹۷ بود. دو سه‌سالی می‌شد که آقای دکتر فرهاد رهبر، رئیس دانشگاه آزاد شده بودند. من همچنان عضو پاره‌وقت یا پارت‌تایم واحد علوم و تحقیقات دانشگاه آزاد بودم و یکی دو درس هم در علوم و سیاسی و ارتباطات در واحد تهران مرکز آن دانشگاه داشتم. یکروز صبح زود، هنوز ساعت ۸ نشده بود که از دفتر دکتر فرهاد رهبر با من تماس گرفتند. دکتر رهبر آمدند پشت خط و بعد از سلام و علیک پرسیدند که «شما گفته‌ای که اسرائل را برسمیت می‌شناسی؟». گفتم «بله، در جریان یک مناظره من این حرف را چند سال پیش زده بودم». گفتند «امروز صبح جلسه هیات امنای دانشگاه آزاد بود و آقای دکتر علی ‌اکبر ولایتی بشدت از دستت عصبانی بودند و به من گفتند که دانشگاه آزاد جای اساتیدی که اسرائیل غاصب را برسمیت می‌شناسند نیست.»
در ادامه فرهاد رهبر از زیبا کلام می‌خواهد که یک مصاحبه دیگر انجام دهد و بگوید که حرفهایش را تحریف کرده‌اند و اسرائیل را برسمیت نمی‌شناسد. که در پاسخ زیباکلام می‌افزاید که امکان این را ندارد که حرفش را انکار نماید. در نتیجه دکتر فرهاد رهبر می‌گوید «پس برو وسایلت را جمع کن. تو از این ساعت از دانشگاه آزاد اخراج شدی».

## بازنشستگی از دانشگاه تهران
مدتی بعد زیباکلام اعلام کرد که از دانشگاه تهران نیز بازنشسته شده است. وی این بازنشستگی اجباری را با حرف‌هایی که در نقد علوم اجتماعی اسلامی در برنامه گستره شریعت زده است، مرتبط می‌دانست.
این خبر توسط دانشگاه تهران تکذیب شد. در جریان مناظره‌ای در تاریخ ۲۹ تیر ۱۳۹۷ در برنامه اتاق خبر شبکه من‌وتو، زیباکلام تصریح کرد که کماکان در دانشگاه تهران مشغول به کار است.
صادق زیباکلام اولین بار در بهمن ۹۷ خبر بازنشستگی خود را از حسابداری دانشکده شنید که پس از صحبت با مسوول بازنشستگی دانشگاه، این مساله تایید شد. از آنجاییکه گروه علوم سیاسی با این عنوان که زیباکلام «جزو اساتید مطرح‌مان هستند»، مخالف بازنشستگی زیباکلام بود، به ابتکار ریاست وقت دانشگاه، محمود نیلی احمدآبادی جلسه‌ای تشکیل می‌شود. زیباکلام ماجرای جلسه را این گونه روایت می‌کند:
به اتفاق آقای دکتر تخشید [رئیس دانشکده حقوق و علوم سیاسی]، دکتر آقایی [معاون آموزشی دانشکده]، دکتر احمدی [مدیر گروه علوم سیاسی] رفتیم دفتر رئیس دانشگاه. ایشان معاون آموزشی و رئیس کارگزینی را هم خواسته بودند. آقای دکتر نیلی گفتند که ایشان هم اصلا در جریان بازنشستگی من نبوده‌اند، ولی گویا مقرر شده اساتیدی که بالای ۷۰ سال سن و ۳۰ سال سابقه تدریس دارند بازنشسته شدوند. مدیر کل کارگزینی هم توضیح دادهند که آقای دکتر زیباکلام با احتساب دورانی که در دانشکده فنی هیات علمی بوده‌اند، بیش از ۳۰ سال سابقه تدریس دارند و در حال حاضر هم در سن ۷۰ سالگی هستند. آقای دکتر تخشید گفتند که «ولی دانشکده نمی‌خواهد ایشان بازنشسته شود». معاون آموزشی دانشگاه گفتند فقط یک راه داریم. اگر دانشکده حقوق واقعا نمی خواهد که این استاد را از دست بدهد و اصرار دارد که ایشان همچنان به همکاری‌شان با گروه علوم سیاسی ادامه بدهند، بایستی دانشکده برای ایشان تقاضای استاد ممتازی بنماید.
به دلیل ابهاماتی در آیین‌نامه استاد ممتازی، پرونده استاد ممتازی زیباکلام در طول سه سال بعد و تاوقتی که محمود نیلی احمدآبادی رئیس دانشگاه تهران بود بدون نتیجه‌گیری در جریان ماند. در این مدت زیباکلام عضو رسمی هیات علمی دانشگاه تهران بود و تدریس می‌نمود. تا اینکه در شهریور ۱۴۰۰ و پس از تغییر ریاست دانشگاه تهران، پرونده استاد ممتازی زیباکلام توسط رئیس جدید، محمد مقیمی بایگانی شده و زیباکلام بازنشسته می‌شود.
با این وجود، زیباکلام تا یک سال بعد اجازه داشت در دانشگاه تهران به عنوان عضو بازنشسته درس ارائه نماید. به گفته زیباکلام، «این روال معمولی بود و برای بسیاری از اساتید دیگر هم بعد از بازنشستگی به تقاضای دانشجویان درس می‌گذاشتند.» تا اینکه در مهر ۱۴۰۱ این امکان به یکباره و بدون اطلاع قبلی از او گرفته شد. زیباکلام در این باره می‌گوید:
ممنوع‌التدریس شدنم عملا مصادف شده‌ بود با اعتراضات «زن، زندگی، آزادی». بنابراین بگونه‌ای طبیعی همه آنرا نسبت دادند به اعتراضات مهسا، بالاخص با توجه به اعتراضات گسترده دانشجویی که با آغاز سال تحصیلی در دانشگاهها براه افتاده بود. اما من شخصا فکر می‌کنم که مساله باز می‌گشت به همان کدورتی که مسئولین وزارت اطلاعات در دولت آقای رئیسی در خردادماه از من پیدا کرده بودند و اینکه من بزعم آنها بدنبال براندازی نرم و تغییر نظام اسلامی به یک نظام سکولار بودم... یکسری که احضارهای خردادماه بود. بعد هم گفتند در برنامه‌های تلویزیونی آقای «شهرام همایون» و کلاس‌های «کافه تاریخ» [حسین دهباشی] شرکت نکنم و ممنوع‌التدریسی‌ام هم به احتمال خیلی زیاد دنباله همان داستان بود. وگرنه فعالیت‌های سیاسی من یکمرتبه دچار دگرگونی نشده بود.

## محکومیت‌های قضائی

### پیش از انقلاب ۵۷

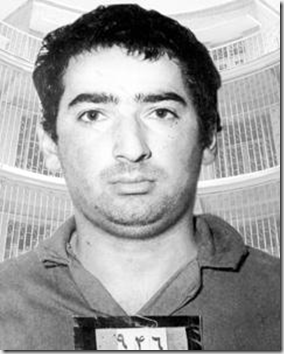
عکس بازداشت زیباکلام در زندان کمیته مشترک ضدخرابکاری

زیباکلام در تابستان ۱۳۵۳ هنگام آمدن به ایران توسط ساواک دستگیر و به اتهام خرابکاری علیه حکومت و تبلیغ برای مجاهدین خلق، به ۳ سال زندان محکوم شد. اسناد آزادشده آرشیو ملی بریتانیا در سال ۲۰۰۶ نشان می‌دهد که محافل دانشگاهی، وزارت خارجه و دفتر نخست‌وزیر بریتانیا هارولد ویلسون، که در آن زمان ریاست دانشگاه برادفورد را برعهده داشت، تلاش زیادی را برای روشن شدن وضعیت زیباکلام و آزادی او انجام داده بودند که البته بی‌نتیجه مانده بود. وی در نهایت در شهریور ۱۳۵۵ پس از ۲ سال و ۱ ماه از زندان آزاد می‌شود.

### محکومیت به زندان، بعد از انقلاب ۵۷
زیباکلام در سال ۱۳۹۳ به‌دلیل اظهارنظرهایش دربارهٔ سیاست هسته‌ای جمهوری اسلامی و نحوه برخورد قضائی با متهمان اختلاس ۳ هزار میلیارد تومانی به ۱۸ ماه حبس تعزیری محکوم شد؛ دادگاه تجدیدنظر حکم او را به پنج میلیون تومان جریمه نقدی تبدیل کرد. وی بیان کرد که ارسال دو نامه سرگشاده به سردبیر کیهان باعث پیگرد قضایی او شد و دادستان انقلاب علیه او به اتهامات «فعالیت تبلیغی علیه نظام جمهوری اسلامی، نشر اکاذیب به قصد تشویش اذهان عمومی و توهین به قضات و مسئولان دستگاه قضایی» تشکیل پرونده داد و روانه دادگاه انقلاب کرد. او همچنین پس از مصاحبه با بخش فارسی دویچه وله در مورد اعتراضات دی ۱۳۹۶ ایران به تبلیغ علیه نظام متهم شد.
در مهر ۱۴۰۱ زیباکلام ممنوع‌التدریس شد. او در پرونده‌ای دیگر مربوط به سال ۱۴۰۲، در خرداد همان سال به ۶ ماه حبس و پرداخت جزای نقدی محکوم شد. این محکومیت در پی مصاحبه‌ای با عنوان «۲۱ شباهت و ۶ تفاوت جمهوری اسلامی و رژیم شاه» با انصاف نیوز بود.
زیباکلام در ۲۳ اردیبهشت ۱۴۰۳ در سه پرونده به اتهام «فعالیت تبلیغی علیه نظام» و «نشر مطالب خلاف واقع» زندانی شد. او در پرونده نخست به «۱۸ ماه حبس» و «دو سال محرومیت فعالیت در احزاب، گروه‌های سیاسی و فضای مجازی» محکوم شد. قوه قضائیه او را در پرونده دوم به یک سال و در پرونده سوم به شش ماه زندان محکوم کرد. پیش از زندانی شدن کتاب چرا شما را نمی‌گیرن و آخرش چی میشه؟ از او منتشر شد. او در روز بازداشت قرار بود در جلسه رونمایی این کتاب در نمایشگاه بین‌المللی کتاب تهران شرکت کند.

## تالیفات
- ما چگونه، ما شدیم: ریشه‌یابی علل عقب ماندگی در ایران، صادق زیبا کلام، تهران: روزنه
- غرب چگونه غرب شد؟ (چاپ اول: ۱۳۹۵)
- هاشمی بدون رتوش: پنج سال گفتگو با هاشمی رفسنجانی، صادق زیبا کلام، فرشته سادات اتفاق فر، تهران: روزنه
- جامعه‌شناسی به زبان ساده، صادق زیبا کلام، تهران: روزنه
- مقدمه‌ای بر انقلاب اسلامی، صادق زیبا کلام، تهران: روزنه
- فرهنگ خاص علوم سیاسی (دربرگیرنده کلیه اصطلاحاتی که به «ایسم» ختم می‌شوند)، حسن علیزاده، صادق زیبا کلام (مقدمه)، تهران: روزنه
- سنت و مدرنیته: ریشه یابی علل ناکامی اصلاحات و نوسازی سیاسی در ایران عصر قاجار، صادق زیبا کلام، تهران: روزنه
- از دموکراسی تا مردم سالاری دینی: نگرشی بر اندیشه سیاسی شریعتی و زمانه او، صادق زیبا کلام، تهران: روزنه
- تحولات سیاسی و اجتماعی ایران ۱۳۲۰–۱۳۲۲، صادق زیبا کلام، تهران: سازمان مطالعه و تدوین کتب علوم انسانی دانشگاه‌ها (سمت)
- قربانیان، وقایع نگاری فرازها و فرودهای جنبش نوخاسته اصلاحات، صادق زیبا کلام، امیرهوشنگ شهلا، تهران: قطره
- آذری غریب، صادق زیبا کلام، نصیر عبادپور (به اهتمام)، تهران: بیدگل
- نهادها و اندیشه‌های سیاسی در ایران و اسلام، حمید عنایت، صادق زیبا کلام (مصحح)، تهران: روزنه
- از هانتینگتون و خاتمی تا بن لادن: برخورد یا گفتگو میان تمدن ها؟، صادق زیبا کلام، تهران: روزنه
- مبانی علم و سیاست، مرتضی صادقی، جواد شفیع‌پور، حسین عنایت مهدی، صادق زیبا کلام (زیرنظر)، تهران: رهپویان شریف
- افلاطون، توماس هابز، جان لاک، جان استوارت میل و کارل مارکس: پنج گفتار در باب حکومت، صادق زیباکلام، تهران: روزنه
- ایران در عصر نادر، مایکل اکسورتی، صادق زیباکلام (مترجم)، سیدامیر نیاکویی (مترجم)، تهران: روزنه
- گفتن یا نگفتن
- توهم توطئه
- هاشمی رفسنجانی و دوم خرداد
- عکسهای یادگاری با جامعه مدنی
- یادداشت‌های انقلاب
- تولد اسرائیل[۷۳]
- رضاشاه (۱۳۹۸)
- شاه کشتار نکرد[۷۴]
- گرامافون (۱۴۰۲)
- چرا شما را نمی‌گیرن و آخرش چی میشه؟ (۱۴۰۳)